# Werner A. Bingel
Werner A. Bingel (* 19. Oktober 1922 in Marburg; † 28. Oktober 2011 in Göttingen) war ein deutscher Chemiker (Theoretische Chemie, Physikalische Chemie). Er war Professor an der Universität Göttingen.

## Leben
Bingel studierte Physik an der Universität Marburg mit dem Diplom 1950 und der Promotion bei Erich Hückel 1952 (Zur Theorie der Lösungen von Alkalimetallen in flüssigem Ammoniak). Danach war er an der Forschungsstelle für Spektroskopie der Max-Planck-Gesellschaft in Hechingen und 1957/58 bei Hertha Sponer an der Duke University und 1959/60 bei Robert G. Parr am Carnegie Institute of Technology in Pittsburgh. 1960 bis 1963 war er bei Heinzwerner Preuß am Max-Planck-Institut für Physik und Astrophysik  in München, an dem er 1961/62 beurlaubt war als Visiting Research Associate Professor an der University of Florida in Gainesville.  1964 wurde er außerordentlicher und 1968 ordentlicher Professor für Theoretische Chemie in Göttingen (ein damals von Wilhelm Jost neu geschaffener Lehrstuhl und erster Lehrstuhl für Theoretische Chemie in Deutschland). 1991 wurde er emeritiert.
Er befasste sich unter anderem mit dem Elektronenkorrelationsproblem (Näherungen für den Term der Selbstwechselwirkung von Elektronen in der Schrödingergleichung).
Zu seinen Doktoranden gehörten Reinhart Ahlrichs und Volker Staemmler (* 1940; Prof. in Bochum) und zu seinen Habilitanden Werner Kutzelnigg.

## Schriften
- Theorie der Molekülspektren, Verlag Chemie 1967
  - Englische Ausgabe: Theory of Molecular Spectra, Wiley-VCH 1969